# ウィルコ・ジョンソン
ウィルコ・ジョンソン（Wilko Johnson、1947年7月12日 - 2022年11月21日）は、イングランドのギタリスト、ソングライター、ボーカリスト。ドクター・フィールグッドのオリジナル・メンバーとして活動後、ウィルコ・ジョンソン・バンドを結成し活動。エセックス州、キャンベイ・アイランド出身。

## 来歴

### 生い立ち
ガス工事業者の父と元看護師の母親の典型的な労働者階級の家庭に3人兄弟の長男として生まれた。幼年期〜少年期は両親（特に父親）から受ける愛情が少なく、あまり幸福なものではなかったらしい。学生時代にはローマーズおよびフラワーポットというバンドを結成し地元の市民ホールや労働者向けのパブなどで演奏していたが、成績優秀であった彼はニューカッスル大学で英文学を学ぶためにキャンベイを後にし、しばらくギターから遠ざかる。
在学中、1968年にティーンエイジャー時代からのガールフレンドであったアイリーン・ナイトと結婚、2人の息子をもうけている。大学卒業後、ヒッピーとしてインドとネパールを放浪する。インドから帰国した後、地元の高校で母国語教師をしていたが、新たなバンドを組むためにギタリストを探していたリー・ブリローと幼馴染のジョン・B・スパークスに誘われ、教師を勤めながら彼らのバンドに参加する（後にロックバンドに在籍している教師は教育上好ましくないということで教師をクビになってしまった）。かくしてドクター・フィールグッドが誕生した。

### Dr. Feelgood
粗野で卑猥かつクレイジーな彼らのステージパフォーマンスはパンク・ロック前夜の若者を魅了し、『ダウン・バイ・ザ・ジェティ（Down by the Jetty）』『不正療法（Malplactice）』の2作を発表後、3作目にあたる『殺人病棟（Stupidity）』は英アルバムチャートでナンバーワンを獲得する大成功を収めたが、すでにバンド内には不協和音が流れていた。バンドのソングライターであり、アルコール類を全く口にしなかったウィルコは、ツアー中もホテルの部屋で1人新曲を書かねばならないプレッシャーに苦しむ一方、他のメンバー3人は大酒飲みであり、ウィルコの隣の部屋で大騒ぎをするなど、3対1の構図が出来上がりつつあった。事の真偽は後に譲るが、結果的には4作目の『スニーキン・サスピション（en:Sneakin' Suspicion）』完成と同時にウィルコが脱退する形となり、第一期のドクター・フィールグッドは終わりを告げる。

### The Wilko Johnson Band結成まで
ドクター・フィールグッドを脱退したウィルコはチリ・ウィリ・アンド・ザ・レッド・ホット・ペパーズにも参加していた“ある人物”を迎えて自分のバンドを立ち上げようとしたが、パブロック界の“ある人物”の策略によってこのバンドは立ち消えとなってしまう。その後、ヴァージン・レコードと契約し、1979年にソリッドセンダース（Solid Senders）名義でアルバム『電光石火（Solidsenders）』を発表するが成功には至らず、イアン・デューリーの好意で彼のザ・ブロックヘッズに一時的に加入。アルバム『ラーフター（Laughter）』に参加するが、ここでウィルコは生涯の盟友となる天才ベーシスト、ノーマン・ワット・ロイに出会う。
ブロックヘッズへの参加は一時的なものであったため、アルバム1枚でブロックヘッズを脱退したウィルコは、ブロックヘッズのバッキングによるシングル「Oh Lonsome Me」、ソロ名義でのアルバム『アイス・オン・ザ・モーターウェイ（Ice on the Motorway）』、ミニ・アルバム『プル・ザ・カヴァー（Pull the Cover）』を発表するが、どれも商業的成功には恵まれなかった。その後、ウィルコはルー・ルイスとのジョイントツアーを行ったり、ラッセル・ストラッターをベーシストに、ドラマーは入れ代わり立ち代わりの状態で小規模のライブハウスであるミュージック・パブでのギグを中心に活動していたが、音楽業界を去ることも考えていたという。
入れ代わり立ち代わりしていたドラマーがイタリア出身のサヴことサルバトーレ・ラムンドに落ち着きかけていた頃、ベースのラッセル・ストラッターにエディー・アンド・ザ・ホット・ロッズ（Eddie & the Hot Rods）への参加の話が持ち上がる。誠実にウィルコに相談したラッセルに対し、ウィルコは「将来性のない自分といるよりホット・ロッズに参加したほうが彼のためになるだろう」という言葉で彼を送り出したという。
ベーシストを失ったウィルコには、まだ数回ギグの予定が残っていた。その残りのギグを終わらせるためには臨時のベーシストが必要だった。そこでウィルコが電話をかけた相手がノーマン・ワット・ロイだった。ブロックヘッズが活動休止状態にあったため、スタジオ・ミュージシャンとして食いつないでいたノーマンは二つ返事でウィルコの話に乗り、簡単なリハーサルを行った後、残り数回のギグを終わらせるためだけのつもりで1985年2月、ウィルコ、ノーマン、サヴの3人でロンドンのハーフムーン・パットニーのステージに立った。
後に日本で毎年熱烈な歓迎を受けることになるウィルコ・ジョンソン・バンドの誕生である。自分達がやったことの記録を残しておくつもりで、ギグを簡単な機材で録音した音源は、ミニ・アルバム『ウォッチ・アウト（Watch Out! (Live in London)）』として発売された。商業的な成功には至らなかったものの、各業界誌紙は「最も危険なギタリスト」と絶賛し、出演依頼の電話が殺到した。以来、バンドは週3〜5回というハイペースでギグをこなしてゆくことになる。

### 日本との関わり
1985年秋、彼らのギグを観たスマッシュ社長日高正博 の招聘で、初来日。以来、毎年のように来日し、会場の規模も大きくなり、ウィルコ、ノーマン、サヴの不動の3人トリオとなったウィルコ・ジョンソン・バンドは本国よりも日本での人気を誇るようになる。アルバムも日本でのライブ・アルバムを含む5枚をリリースし、クラブチッタ川崎でのライブを収録したVHSもリリースされた。
初来日時からの鮎川誠との交流も続き、鮎川誠のソロアルバム『ロンドン・セッション#1』『ロンドン・セッション#2』の2枚に全面参加、シーナ&ザ・ロケッツの『ROCK ON BABY』へのゲスト参加などを経て1999年にはジョイント・ツアーも行っている。1999年5月、サヴが家庭の事情でバンドを脱退し、代わってジーザス&メリーチェインやブロックヘッズの2代目ドラマーとして知られるスティーブ・モンティがドラマーを務めるようになる。
2000年には敬愛するミック・グリーン率いるザ・パイレーツとのジョイント・ツアーを行い、2002年にはフジ・ロック・フェスティバルに出演。2003年にはTHEE MICHELLE GUN ELEPHANTのTrippin' Elephant Recordsからニュー・アルバム『レッド・ホット・ロッキン・ブルース（Red Hot Rocking Blues）』をリリースし、大規模な日本ツアーを行った。

### 妻の死去
2004年4月、恋人時代も含め40年間を共に過ごした最愛の妻、アイリーンが大腸癌に冒されていることが発覚し、日帰りできないギグと海外公演を全てキャンセル。ウィルコはアイリーンに付き添ったが、アイリーンは告知から4か月後の8月4日の早朝、ソールズベリーのホスピスで静かに息を引き取った。
アイリーンの急逝後、3か月でウィルコは本国イギリスでの巡業に復帰。2005年にはザ・ハムスターズ（en:The Hamsters）、ジョン・オトウェイ（en:John Otway）と共に「The Mad, The Bad, and The Dangerous」という大規模なジョイント・ツアーを行い、ツアーのDVDも発表した。

### 癌の克服
2013年1月10日、南青山レッドシューズで一夜限りのセッション「Wilco Johnson Tokyo Session 2013」を開催。ベンジャミン・テホヴァル、シーナ&ザ・ロケッツ、奈良敏博、市川JAMES洋二らが参加。16日には京都磔磔でライブを開催した。その数日後、末期のすい臓癌を患っていることがマネージャーによって公表される。本人の意向で延命治療は行わず、残された数か月の人生を意義ある活動に専念していくと報じられた。
その後、予定通りライブを決行して区切りをつけリタイアとしたが、「またステージに立ちたい、身体が許してくれる限り自分のやるべきことをやりたいという欲求が湧き上がってきた」として、同年8月にイギリスの4つのフェスティバルに出演する事を発表する。同年10月、余命わずかと思われるが、ザ・フーのロジャー・ダルトリーとのレコーディングで最期の時を過ごすことを決意。
2014年3月、ロジャー・ダルトリーと制作したアルバム『ゴーイング・バック・ホーム』を発表。来日し、東京、大阪、名古屋、京都にてライブを行う。同年4月30日、オフィシャル・サイト上に「予定していた全ての業務をキャンセルせざる得なくなった。すい臓癌についてさらなる助言を求めた結果、医療処置を受けることになった。このため、しばらくの間活動を休止する。医者は、この手術によってウィルコの予後は良くなるだろうとの望みを抱いている」と声明が出され、5月2日にはこの手術ですい臓の腫瘍を取り除くことに成功したと報告された。
2014年6月1日、自身のFacebookにて無事に退院したことを報告。9月、日本に旅行に訪れ、仕事に復帰する意欲がある事を報告。
2022年11月21日、夜に自宅にて逝去。享年75歳。

## ギタースタイル
ラジオでジョニー・キッド&ザ・パイレーツの「アイル・ネバー・ゲット・オーバー・ユー」を耳にしたのをきっかけに、ギタリストのミック・グリーンに傾倒する。ピックを使わず、シャープなカッティングでリズムギターとリードギターを同時に弾きだす独特の奏法は、ミックのそれを継承している。ピックを使わなかった理由については、左利きである彼はピックを上手く扱えず、素手で弾くようになったとのこと。2007年にイギリスの音楽雑誌『MOJO』が編集した『オールタイム・ベスト・ブルース・ギタリスト・トップテン』で第8位に選ばれている。英国のミュージシャンには大なり少なり、彼の影響を受けていたり、彼を崇拝するミュージシャンが多数存在する。

### 使用ギター
ドクター・フィールグッド時代から現在まで、ブラック・ボディのフェンダー・テレキャスターのピックガードを自分自身で「Sunburst」という赤色に塗り替えたもの を愛用している。ピックガードを赤く塗り替えた理由は、あるライブで激しいピッキングのため出血した時、ファンが心配そうな顔をしていたからで、ピックガードを赤く塗れば出血が目立たなくなると考えたからである。
1990年代から日本製のものをサブギターとして愛用してきた。また2008年8月現在の時点では日本の石橋楽器がウィルコ・ジョンソン・モデル として製作した「TL62-70をベースにピックガードを1プライの赤に変更したモデル（石橋楽器担当者談）」を使用している。その後、赤いピックガードのストラトキャスターを経て現在はFender USA製のウィルコ・ジョンソンモデルのテレキャスターを使用している。

### ライブ・ステージ
ギターとアンプを繋ぐコードに伸び縮みするカールコードを使用し、引っ張ったり引き戻されたりするようにステージを前後に移動しながら、英語圏では「Clockwork movement」と表現されるカクカクと機械仕掛けのように動くアクションで、観客に異様とも言える眼光を向ける様は、鎖に繋がれた狂人が暴れているようなイメージを彷彿させる。また、ハイライトのひとつであるアクションは、ギターをマシンガンのように構え、客席に向かって乱射するように素手でかき鳴らした後、開脚ジャンプを繰り返すなど狂気とも思わせるパフォーマンスを展開する。このパフォーマンスから、日本ではマシンガン・ギターと表現されることが多い。

## 人物
ステージでは「狂人」「危険人物」などと評され、近寄れば噛み付かれるようなイメージを与えるウィルコだが、一旦ステージを降りると、物静かで読書好きのインテリである。その知識は学位を持つ英文学と英語学にとどまらず、新約聖書、旧約聖書の隅々から（ウィルコは無神論者である）ウィリアム・シェイクスピア作品の暗唱、最も古い古典英語、ラテン語、政治、各国の文化、仏教、ヒンドゥー教、と枚挙にいとまがない。
また、ファンに対しては常に礼儀正しく親切に接し、ボブ・ディランを崇拝する彼は「もし自分がボブ・ディランに会えたら、それは人生でも大切な思い出になる。自分をディランに例えるのは恐れ多いが、ファンにとっては自分に会ったことが人生のよい思い出になるようにしたい」と、常にファンとしての視点を持っている。
一方ではアーティストにありがちな激しい気性を表すこともあり、業界紙で「変人」扱いされることもあるが、本人によればジャーナリストは狂人のようなパフォーマンスから、そういうウィルコ・ジョンソン像を期待しているので期待に応えているだけ、とのことである。
また、大の親日家でもあり、プライベートも含む来日は15回を数え、鮎川誠やシーナ&ザ・ロケッツとの深い交流でも知られている他、浅井健一やTHEE MICHELLE GUN ELEPHANT、ルースターズをはじめ、数多くのミュージシャンと交流があり、彼らもウィルコの影響を受けている。

### 好きなミュージシャン
- ジョニー・キッド&ザ・パイレーツ
- ボブ・ディラン
- ヴァン・モリソン
- ニール・ヤング
- ラタ・マンゲシュカル

## ディスコグラフィ

### アルバム

#### ドクター・フィールグッド
- 『ダウン・バイ・ザ・ジェティ』（Down by the Jetty） (1975年1月)
- 『不正療法』（Malpractice） (1975年10月) 全英17位
- 『殺人病棟』（Stupidity） (1976年) 全英1位
- 『スニーキン・サスピション』（Sneakin' Suspicion） (1977年) 全英10位
- 『All Through the City (With Wilko 1974-1977)』 (2012年)

未公開音源等も含んだ、ウィルコ・ジョンソン在籍時の上記の4枚のアルバムからの3CD＋DVDボックスセット。

#### ソリッドセンダース
- 『電光石火』（Solid Senders） (1978年)

#### ウィルコ・ジョンソン・バンド
- V.A.
  - 『ホープ＆アンカー・フロント・ロウ・フェスティバル』（Hope & Anchor Front Row Festival） (1978年)

「Dr. Feelgood」、「Twenty Yards Behind」収録
- 『アイス・オン・ザ・モーターウェイ』（Ice on the Motorway） (1981年)
- 『ボトル・アップ・アンド・ゴー』（Bottle Up and Go!） (EP、1983年)
- 『プル・ザ・カヴァー』（Pull the Cover） (1984年)
- 『ウォッチ・アウト』（Watch Out! (Live in London)） (1985年)
- 『コール・イット・ホワット・ユー・ウォント』（Call It What You Want） (1987年)
- 『バーブド・ワイアー・ブルース』（Barbed Wire Blues） (1988年)
- 『ゴーイング・バック・ホーム』（Going Back Home） (1998年)
- 『ライヴ・イン・ジャパン 2000』（Don't Let Your Daddy Know (Live in Japan 2000)） (2000年)
- 『レッド・ホット・ロッキン・ブルース』（Red Hot Rocking Blues） (2005年)
- 『ブロウ・ユア・マインド』（Blow Your Mind） (2018年)

#### イアン・デューリー&ザ・ブロックヘッズ
- 『ラーフター』（Laughter） (1980年)

#### ウィルコ・ジョンソン&ロジャー・ダルトリー
- 『ゴーイング・バック・ホーム』（Going Back Home） (2014年) 全英3位

### 客演
- ミック・ファレン
  - 『Vampires Stole My Lunch Money』 (1978年)
- 坂上忍
  - 『Check In』(1984年、CBSソニー、25AH 1798)

「恋して夢中を抱きしめて」にバッキングで参加。本人は全く覚えていないという。
- ジョニー・サンダース
  - 『Que Sera Sera』(1985年)
- M-BAND
  - 『BACK STREET』 (1986年、東芝EMI、TOCT-11200)

「Osaka」にバッキングで参加。本人は「I Love You Osaka」という歌詞をよく覚えている。現在再発CDが入手可能。
- 鮎川誠
  - 『LONDON SESSION #1』（1993年、SPEEDSTAR RECORDS）
  - 『LONDON SESSION #2』（1993年、SPEEDSTAR RECORDS）
- シーナ&ザ・ロケッツ
  - 『Rock on Baby』（1994年）
- ストラングラーズ
  - 『The Stranglers and Friends – Live in Concert』 (1995年)

### VHS
- ウィルコ・ジョンソン
  - 『MACHINGUN GUITAR』
- ドクター・フィールグッド
  - 『Going Back Home』

### DVD
- シーナ&ザ・ロケッツ
  - 『DREAM BOX』
- The Hamsters, The Wilko Johnson Band and John Otway
  - 『The Mad, The Bad, And The Dangerous』
- ドクター・フィールグッド
  - 『Going Back Home』

## 書籍
- From Roxette To Ramona (Roland Jost/Teppo Nattila/Rauno Makinen) ISBN 3-033-00460-1
- 前略、テレキャスター様 (ヴィンテージギター編集部) ISBN 4870998122
- Down By The Jetty-The Dr. Feelgood Story (Tony Moon) ISBN 1-900711-01-X
- The River-The Thames in Our Time (Patrick Wright:BBC) ISBN 0-563-38478-6
- STIFF-The Story Of A Record Label (Bert Muirhead) ISBN 0-7137-1314-3

### 雑誌/新聞
- Trippin' Elephant Vol.32
- レコード・コレクターズ(1990年3月号)
- Juice (2003年10月号)
- Japan Times (2003年10月12日付)
- ギター・マガジン (2003年11月号)
- Tokyo Metolopolis (2003年11月号)
- Rockin' On (2003年12月号)
- PLAYER (2003年12月号)
- DOLL (2003年12月号)
- 音楽と人 (2003年12月号)
- THE DIG 34号 (2003年秋号)
- THE DIG 35号 (2004年冬号)

## 出演

### ドラマ
- 『ゲーム・オブ・スローンズ』（：2011年4月24日、HBO）（：2013年1月19日、スター・チャンネル）
  - 口のきけない死刑執行人イリーン・ペイン役で出演。